# Strażnica WOP Jodłowo
Strażnica WOP Jodłowo/Nowa Wieś – podstawowy pododdział graniczny Wojsk Ochrony Pogranicza.

## Formowanie i zmiany organizacyjne
Strażnica została sformowana w 1945 w strukturze 50 komendy odcinka jako 234 strażnica WOP (Thanndorf) o stanie 56 żołnierzy. Kierownictwo strażnicy stanowili: komendant strażnicy, zastępca komendanta do spraw polityczno-wychowawczych i zastępca do spraw zwiadu. Strażnica składała się z dwóch drużyn strzeleckich, drużyny fizylierów, drużyny łączności i gospodarczej. Etat przewidywał także instruktora do tresury psów służbowych oraz instruktora sanitarnego.
Od 15 marca 1954 wprowadzono nową numerację strażnic, a strażnica WOP Nowa Wieś otrzymała nr 243. 
W 1956 rozpoczęto numerowanie strażnic na poziomie brygady. Strażnica II kategorii Nowa Wieś była 7. w 5 Brygadzie Wojsk Ochrony Pogranicza}. 
W 1960, po kolejnej zmianie numeracji, placówka posiadała numer 20 i zakwalifikowana była do kategorii II w 5 Sudeckiej Brygadzie WOP .

## Ochrona granicy
Strażnice sąsiednie:
233 strażnica WOP Kesselgrund ⇔ 235 strażnica WOP Bobischal – 1946